# ستيف بويل (ملاكم)
ستيف بويل (بالإنجليزية: Steve Boyle)‏ مواليد 28 نوفمبر 1962 في غلاسكو، هو ملاكم محترف اسكتلندي سابق صنّف ضمن فئة الوزن الخفيف.

## إحصائيات
خاض خلال مسيرته 33 نزالا، فاز في 25 وتعادل في 2 وخسر في 6. فاز بالضربة القاضية في 17 نزالا.

## روابط خارجية
- ستيف بويل على موقع بوكس ريك (الإنجليزية) (registration required)